# For Strength
For Strength är ett studioalbum av det svenska indiebandet Edson, utgivet 2002.

## Låtlista
1. "I Am the Ostrich" - 4:05
2. "T.G.I.F" - 4:14
3. "Ola Jörhall, Where Are You Now?" - 4:20
4. "Out for the Count" - 4:42
5. "Swallow the Bitter Pill" - 4:22
6. "When the Mind Suffers, the Body Cries Out" - 3:53
7. "Nail Varnish Is Good For You" - 3:02
8. "Thomas" - 1:16
9. "Nearly Took Up Smoking" - 2:39
10. "Much Ado About Nothing" - 5:02
11. "22:22" - 4:13